# Doe or Die
Doe or Die è l'album di debutto del rapper statunitense AZ, pubblicato nel 1995 dalla EMI. L'album riscontra un ottimo successo di critica e uno più moderato a livello commerciale, ottenendo credito come uno degli album apripista al genere gangsta rap. Rappresenta inoltre l'exploit dell'unico rapper presente come ospite nell'album d'esordio di Nas Illmatic: Doe or Die è ritenuto uno dei migliori album dell'anno e uno dei migliori album hip hop del periodo.
L'album raggiunge la posizione numero quindici nella Billboard 200 e la prima tra gli album R&B/Hip Hop, vendendo oltre un milione di copie in tutto il mondo secondo Billboard. Dall'album sono estratti diversi singoli, Mo Money, Mo Morder (Homicide), Gimme Yours (Remix), Doe or Die e Sugar Hill – quest'ultimo certificato disco d'oro dalla RIAA nel 1995.

## Antefatti
Nel 1994 Nas pubblica Illmatic e AZ si fa notare per il featuring nel singolo Life's a Bitch: in seguito, Anthony Cruz va in tour con Nas e sfruttando la notorietà per questo unico verso, attira l'attenzione di diverse etichette, riuscendo a trovare un accordo con una major e firmando con la EMI. Diviene uno dei pochissimi artisti ad aver trovato un accordo con una label discografica senza aver mai pubblicato nemmeno un demo e senza aver cercato una etichetta. La produzione dell'album d'esordio di AZ dura otto mesi, affrettati dalla pressione dell'etichetta nei confronti del rapper in seguito all'uscita e al successo commerciale del singolo Sugar Hill. Nonostante ciò, AZ non ha intenti commerciali e impone al disco un tema gangsta, dominante in quegli anni.

## Descrizione
Nas è l'ospite principale del disco, presente in tre tracce: AZ ricambia il favore e inserisce il collega nell'intro dell'album, così come Nas aveva fatto in The Genesis di Illmatic. Nas è presente anche in Gimme Yours (Remix) e Mo Money, Mo Murder (Homicide). Alle produzioni, tra gli altri, alcuni dei migliori beatmaker del panorama newyorkese quali L.E.S., Pete Rock, Buckwild e Ski Beatz.
Assieme a Only Built 4 Cuban Linx (1995) di Raekwon, a It Was Written (1996) di Nas e a Reasonable Doubt (1996) di Jay-Z, Doe or Die è di norma considerato come uno dei prototipi del genere mafioso rap, grazie alla rappresentazione di storie provenienti dal mondo underground del crimine organizzato. Nonostante con il tempo il tema sia divenuto di uso corrente nel genere hip hop, all'epoca non era comune «vivere uno stile alla Scarface», motivo per cui Doe or Die risulta essere un disco innovativo. Il rapper cita come fonte d'ispirazione anche i film Carlito's Way e Casinò. AZ dimostra di avere una abilità tecnica di rapping molto varia, un flow sciolto e rapido e ottimi incastri metrici.
Attraverso fantasie spesso ben dettagliate (Sugar Hill), questi flash cinematografici descrivono la vita di strada e l'ascesa alla ricchezza e alla fama basandosi su uno stile di vita sontuoso (Mo Money, Mo Murder (Homicide); Born Alone, Die Alone) che include lo spaccio di droga, le automobili di lusso e le belle donne: il rapper disegna le situazioni in maniera talmente elegante da rendere l'album senza tempo.
Per dare ulteriore enfasi al tema del «mafioso», la cover dell'album rispecchia lo stato mentale di AZ ritraendolo come vittima di un elaborato funerale, dove il ritratto del rapper è attorniato da fiori, mentre il corpo è in una bara piena di dollari. Altre immagini presenti del libretto vedono AZ impegnato a contare soldi, bere vino costoso e fumare sigari.

## Ricezione
| Recensione                    | Giudizio   |
| ----------------------------- | ---------- |
| AllMusic                      | [ 1 ]      |
| Los Angeles Times             | [ 17 ]     |
| RapReviews                    | [ 3 ]      |
| Rhapsody                      | favorevole |
| Richmond Times                | [ 18 ]     |
| Rolling Stone                 | [ 19 ]     |
| The Source                    | [ 20 ]     |
| Spin                          | [ 21 ]     |
| The Rolling Stone Album Guide | [ 22 ]     |

(Mr. S; RapReviews, 23 marzo 2002)
Tra gli album più attesi nel panorama underground del 1995 data l'ormai consolidata fama di AZ quale unico ospite nel leggendario Illmatic, alla sua pubblicazione, Doe or Die riceve generalmente recensioni favorevoli dalla maggior parte dei critici musicali, e avrebbe dovuto lanciare l'artista di Brooklyn verso il successo. Tuttavia, secondo Mr. S di RapReviews, AZ sbaglia i tempi tra la distribuzione del singolo commerciale Sugar Hill e quella dell'intero album, non riuscendo a restare sulla scia del successo commerciale che aveva avuto il singolo diversi mesi prima. Nonostante la top 20 nella Billboard 200 e il primo posto tra gli album hip hop, Doe or Die non rispetta le elevate attese a livello di vendite. Per diversi motivi, dai produttori, alla qualità, passando per lo stile lirico fino al tema di alcune tracce, il primo album in studio di AZ è più volte paragonato all'omologo di Nas, talvolta ritenuto un «classico sottovalutato», tuttavia Doe or Die non è «coerente» quanto il debutto di Nas e «tende a spegnersi verso la fine».
Stanton Swihart assegna un punteggio di quattro stelle e mezzo su cinque, paragonando il lavoro a Illmatic di Nas, anche per via dello stile di rapping simile: secondo il critico di AllMusic, Illmatic e Doe or Die sono «due album gemelli della stessa medaglia». Anche il critico di Rolling Stone Christian Hoard lo paragona all'album d'esordio del rapper del Queensbridge: «[Doe or Die offre] uno sguardo letterale e sensibile alla vita di strada che si adatta comodamente, come grande compagno, vicino al capolavoro di Nas (Illmatic).» Selwyn Seyfu di Spin scrive che il disco «raggiunge il suo scopo» paragonando AZ a Kool G Rap per l'alta tonalità della consegna del rapper. La produzione del prodotto è criticata. Mo Money, Mo Murder (Homicide), che vede il featuring con Nas, è tra le canzoni più apprezzate.
RapReviews assegna all'album un punteggio pari a 8.5/10, affermando che è «il miglior album di AZ», che il suo contributo al mafioso rap è stato fondamentale in quanto, oltre a essere paragonabile agli album di Raekwon, Nas e Jay-Z, «è stato pubblicato in precedenza a due di questi tre dischi» e che sarebbe potuto essere un «classico» se la produzione fosse stata migliore.

## Eredità
Come per la carriera di Nas, anche AZ nel corso degli anni ha visto confrontare gli album successivi con il proprio debutto – rimasto il suo più grande risultato critico e commerciale –, a partire dal suo secondo lavoro solista, Pieces of a Man. Oltre a ciò, le performance dell'artista di Brooklyn sono state sempre equiparate al verso che ha rappato in Life's a Bitch, molto spesso ricordato come il punto saliente della sua carriera. AZ continua a collaborare con Nas e nel 1997 prende parte al supergruppo The Firm e all'opera The Album, che ne frena la carriera da solista. Secondo il critico di RapReviews James Corne, gli effetti del flop commerciale di Doe or Die si sentono subito nel disco seguente, più cupo rispetto alle atmosfere di Doe or Die, tuttavia il rapper resta imperturbabile ai cambiamenti di tendenza e fiducioso in un futuro successo commerciale. Seguono anni in cui AZ sparisce dai radar dell'hip hop e si ritrova senza una label: pubblica l'album indipendente S.O.S.A., riuscendo a trovare un contratto con la Motown e pubblicando il suo terzo disco con l'etichetta all'inizio degli anni duemila. Esce 9 Lives, titolo con il quale AZ vuole riferirsi alle sue continue delusioni professionali.
I suoi sforzi successivi, Aziatic (2002) e A.W.O.L. (2005), riscuotono successo da parte della critica e si riguadagnano i paragoni con Doe or Die. In questo periodo, AZ smette di inseguire il successo commerciale, consapevole che non arriverà più e che allo stesso tempo si sta ritagliando uno spazio importante all'interno del gioco come uno dei parolieri maggiormente apprezzati: decide di continuare la carriera da artista underground fondando nel 2005 una propria etichetta indipendente, la Quiet Money. Nel lustro successivo consolida il proprio status pubblicando album indipendenti (The Format, Final Call (The Lost Tapes), Undeniable e Legendary) che ottengono generalmente recensioni positive da parte degli addetti ai lavori.
Dopo decenni di carriera, la critica è unanime nell'affermare che, in rapporto al livello qualitativo dei prodotti pubblicati, l'artista avrebbe meritato un maggiore successo.

### Doe or Die 2
Dal 2010, il rapper ha iniziato a lavorare al sequel del suo esordio, Doe or Die 2, inizialmente previsto per il 2011. La riedizione per i quindici anni di Doe or Die nasce come antipasto per il seguito nelle intenzioni dell'artista, tuttavia, non avendo più trovato un'etichetta disponibile, AZ ritarda l'uscita del disco più volte nel corso degli anni.
Il 27 marzo 2012 esce il primo street single di Doe or Die 2, My Niggas.

## Tracce
1. Intro (feat. Nas) – 1:18 (musica: AZ, Lunatic Mind)
2. Uncut Raw – 2:59 (musica: Loose)
3. Gimme Yours (feat. Nas) – 3:07 (musica: Pete Rock)
4. Ho Happy Jackie – 3:34 (musica: Buckwild)
5. Rather Unique – 4:49 (musica: Pete Rock)
6. I Feel for You (feat. Erica Scott) – 3:03 (musica: Amar Pep)
7. Sugar Hill (feat. Miss Jones) – 4:09 (musica: L.E.S.)
8. Mo Money, Mo Murder (feat. Nas) – 6:32 (musica: DR Period)
9. Doe or Die" – 4:40 (musica: N.O. Joe)
10. We Can't Win (feat. Amar Pep & Barsham) – 3:23 (musica: Amar Pep)
11. Your World Don't Stop (feat. Spunk Biggs) – 3:33 (musica: Ski Beatz)
12. Sugar Hill (Remix) – 4:18 (musica: L.E.S.)

### Campioni
- Uncut Raw contiene campionamenti da Back From The Dead di King Errisson
- Gimme Yours contiene campionamenti da Here We Go di Minnie Riperton
- Ho Happy Jackie contiene campionamenti da Little Children di Kool & The Gang
- Rather Unique contiene campionamenti da Anticipation di Les McCann
- Rather Unique contiene campionamenti da Just Rhymin' With Biz di Biz Markie
- Sugar Hill contiene campionamenti da People Make The World Go Round di The Stylistics
- Sugar Hill contiene campionamenti da Sugar Free dei Juicy
- Mo Money Mo Murder (Homicide) contiene campionamenti da Cry Together di The O'Jays
- Your World Don't Stop contiene campionamenti da You're Welcome, Stop On By di Lou Donaldson
- Sugar Hill (Remix) contiene campionamenti da It Wasn't Me, It Was The Funk degli EPMD

## Formazione
- AZ – artista primario
- Nas – voce aggiuntiva (tracce 1, 3 e 8)
- Amar Pep – produttore (tracce 6 e 10), voce aggiuntiva (traccia 10)
- Buckwild – produttore (traccia 4)
- Void Caprio – ingegnere audio
- DR Period – produttore (traccia 8)
- John Gamble – ingegnere audio
- Jack Hersca – ingegnere audio
- John Kogan – ingegnere audio
- L.E.S. – produttore (tracce 7 e 12)
- Lunatic Mind – produttore (traccia 1)
- Henry Marquez – direttore artistico

- N.O. Joe – produttore (traccia 9), arrangiamenti
- Joe Pirrera – ingegnere audio
- Pete Rock – produttore (traccia 3)
- Erica Scott – voce aggiuntiva (traccia 6)
- Ski Beatz – produttore (traccia 11), remissaggio
- Jamey Staub – ingegnere audio
- Jason Vogel – ingegnere audio
- Lindsey Williams – produttore esecutivo
- Miss Jones – voce aggiuntiva (traccia 7)
- Barsham – voce aggiuntiva (traccia 10)
- Spunk Biggs – produttore (traccia 11)
- Loose – produttore (traccia 2)

## Classifiche

### Classifiche settimanali
| Classifica (1995)         | Posizione massima |
| ------------------------- | ----------------- |
| Stati Uniti               | 15                |
| US Top R&B/Hip-Hop Albums | 1                 |

## Doe or Die: 15th Anniversary
Nel quindicesimo anniversario dall'uscita dell'album, AZ pubblica una nuova edizione in data 30 novembre 2010 sotto la propria etichetta, la Quiet Money Records. La nuova edizione presenta tutte le tracce remixate con nuovi beats: collaborano alle produzioni Frank Dukes, Statik Selektah, Lil' Fame degli M.O.P., Dave Moss, Baby Paul e Roctimus Prime, mentre la cantante R&B June Summers è l'artista ospite in diverse tracce.